# Patsy Cline House

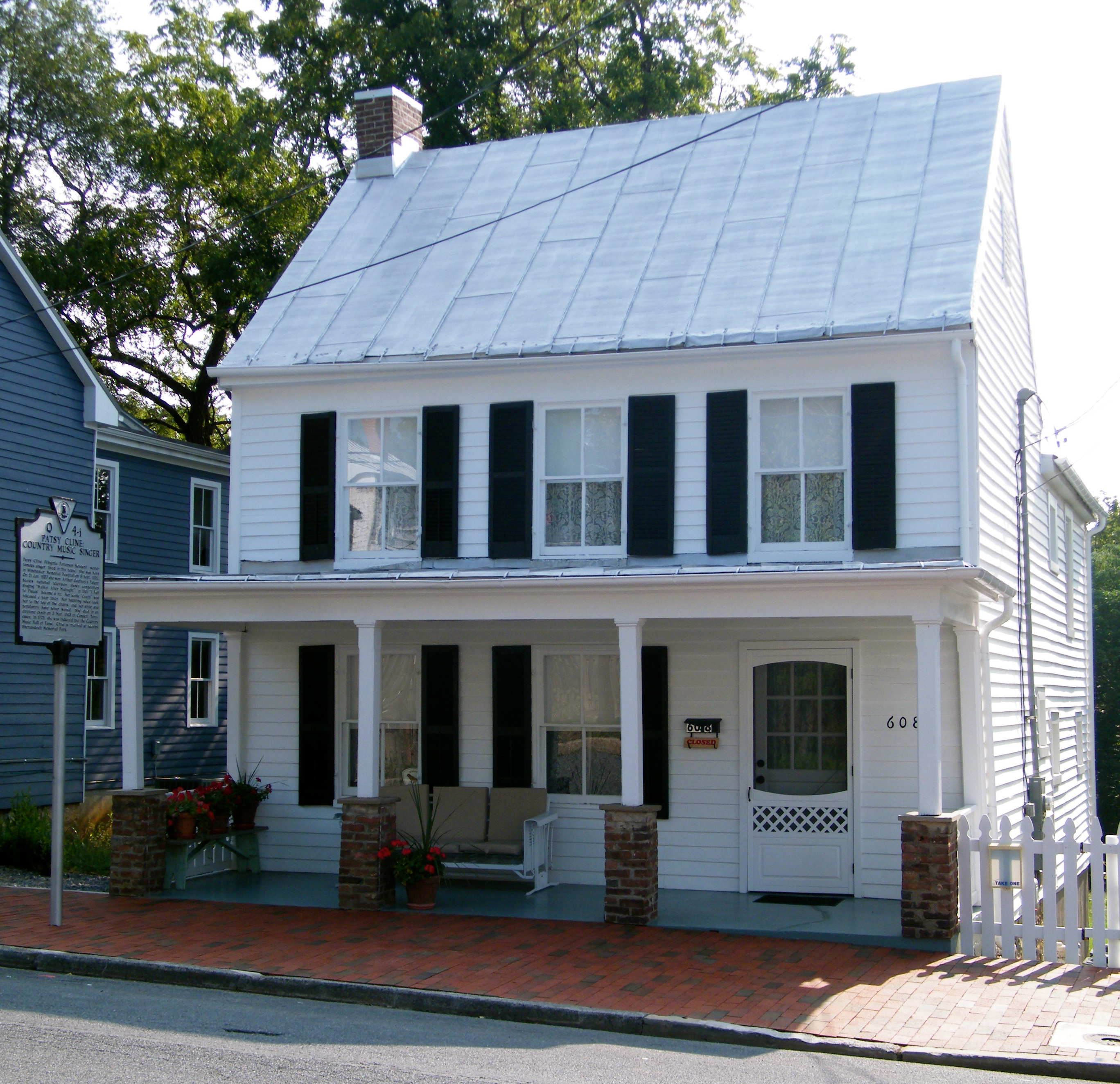

Das Patsy Cline House in einem Arbeiterklasse-Wohnviertel in Winchester, Virginia war von 1948 bis 1953 das Wohnhaus von Virginia Patterson Hensley, der späteren Country-Musikerin Patsy Cline. Es handelt sich um die Hausnummer 608 in der South Kent Street. Patsy Cline zog aus dem Haus aus, als sie im Alter von 21 Jahren Gerald Cline heiratete, wohnte jedoch später gelegentlich hier. Das Haus wurde 2005 sowohl in das Virginia Landmarks Register als auch in das National Register of Historic Places aufgenommen.

## Geschichte
Patsy Clines Mutter Hilda Hensley zog mit ihren drei Kindern in dieses Haus, nachdem sie sich von ihrem Ehemann getrennt hatte. Zunächst bewohnte sie es zur Miete, später kaufte sie es. Um ihre Familie finanziell zu unterstützen, verließ Patsy Cline die Schule im Alter von 16 Jahren, um als Bedienung, Soda Jerk und in ähnlichen Jobs zu arbeiten, bevor sie zu singen anfing. Ihren ersten Auftritt hatte sie in Jim McCoys Radiosendung im Sender WINC in Winchester. Ihre Mutter nähte die ersten Bühnenkleider der Tochter in dem Haus. Der Gospelsänger Wally Fowler, der Leader des Oak Ridge Quartets, war von Clines gesanglichem Potential beeindruckt und kam hierher, um sie zu einer professionellen Gesangskarriere zu bewegen.
Das Haus ist ein schlichter zweistöckiger Bau mit drei Feldern, einer Veranda an der Vorderseite und einem Blechdach mit einer Nutzfläche von etwa 95 m2. Das einzige Schlafzimmer, in dem alle vier Familienmitglieder schliefen, befindet sich im zweiten Stock. Das Bauwerk ist eine Log Cabin, die zu Beginn des 19. Jahrhunderts entstand. Fast alle Stämme sind von Wänden bedeckt, mit Ausnahme einer kleinen Fläche an der Vordertür mit Plexiglas.
Clines zweiter Ehemann Charlie Dick, der in Winchester lebte, sagte zu Beginn der 2000er Jahre, dass sich das Viertel seit der Zeit, in der Cline in dem Haus lebte, nicht verändert habe. Das Haus ist nun im Besitz der gemeinnützigen Organisation Celebrating Patsy Cline, Inc., die es in ein Museum umgewandelt und renoviert hat. Dabei wurde eine Zentralheizung und eine Klimaanlage hinzugefügt. Das Museum ist seit 2011 geöffnet.
Patsy Cline liegt einige Kilometer südlich des Hauses im Shenandoah Memorial Park begraben.

## Belege
1. 1 2 3  Patsy Cline House, Winchester, VA.
2. 1 2  Frances Lowe: Where Cline became country’s queen. In: Highway to History. Winchester Star, archiviert vom Original am 4. Dezember 2010; abgerufen am 8. August 2015 (englisch).
3. 1 2  Larry O’Dell: Patsy Cline’s restored house opening in Va. The Washington Post, 27. Juli 2011, archiviert vom Original am 29. August 2012; abgerufen am 8. August 2015 (englisch).